# Median Ridge
Median Ridge (englisch für Mittlerer Grat) ist ein Gebirgskamm an der Danco-Küste des Grahamlands auf der Antarktischen Halbinsel. Ausgehend vom Forbidden Plateau erstreckt er sich bis zum Paradise Harbor und teilt das Kopfende des Suárez-Gletschers.
Polnische Wissenschaftler benannten ihn 1999.